# Tyron Leitso
Tyron Markku Leitso (ur. 7 stycznia 1976 w północnym Vancouverze, w Kolumbii Brytyjskiej) – kanadyjski aktor telewizyjny i filmowy. 

## Życiorys
Swoje imię otrzymał od aktora Tyrone'a Powera. Dorabiał jako model i pojawiał się w reklamach, zanim dostał się do obsady seriali – opowiadającym o grupie nastolatków Szkoła na fali (Breaker High, 1998), sci-fi Pierwsza fala (First Wave, 1998, 1999) i kanału AXN sci-fi Tajemniczy element (Mysterious Ways, 2000). Zaskarbił sobie sympatię najmłodszych telewidzów w roli księcia Alfreda w telewizyjnej adaptacji baśni Braci Grimm Hallmark/ABC Królewna Śnieżka (Snow White, 2001) u boku Mirandy Richardson. Na dużym ekranie pojawił się po raz pierwszy w melodramacie Moje życie beze mnie (My Life Without Me, 2003) z Amandą Plummer, Scottem Speedmanem, Markiem Ruffalo i Deborah Harry.

## Filmografia

### Filmy
- Tam, gdzie mój dom  (Take Me Home: The John Denver Story, 2000)
- Królewna Śnieżka (Snow White, 2001) jako książę Alfred
- Discovering Dinotopia (2002) jako Karl Scott
- Moje życie beze mnie  (My Life Without Me, 2003) jako mężczyzna w barze
- Dom śmierci  (House of the Dead, 2003) jako Simon
- BloodRayne II: Deliverance (2007) jako Fleetwood
- Seed: Skazany na śmierć  (Seed, 2007) jako Aktor
- Kochać i umrzeć  (To Love and Die, 2008) jako Robert; film TV
- Suddenly (2013) jako Wheeler

### Seriale TV
- Liceum na morzu  (Breaker High, 1997-1998) jako Brent Hardey (gościnnie)
- Pierwsza fala  (First Wave, 1998-2001) jako Peter / David (gościnnie)
- Tajemniczy element  (Mysterious Ways, 2000-2002) jako Brent (gościnnie)
- Dinotopia (2002) jako Karl Scott
- Magia Niagary  (Wonderfalls, 2004) jako Eric
- Mistrzowie horroru  (Masters of Horror, 2005) jako Rob Hanisey (gościnnie)
- Whistler (2006-2007) jako Detektyw Randal (gościnnie)
- Być jak Erica  (Being Erica, 2008) jako Ethan